# Овобовале, Сегюн
Сегюн Овобовале (нидерл. Segun Owobowale; 22 августа 1997 года, Лейден, Нидерланды) — нидерландский футболист, играющий на позиции атакующего полузащитника за клуб АФК.

## Клубная карьера
Сегюн пришёл в футбол в пять лет. Выступая на уровне местной академии, привлёк внимание «Ден Хаага». В 2013 году подписал профессиональный контракт с клубом. С 2014 года — игрок юношеской команды. Планомерно подводился к основной. 30 августа 2014 года, в возрасте 17 лет, дебютировал в Эредивизи в поединке против «Камбюра», выйдя во втором тайме, на 87-й минуте вместо Томаса Кристенсена. В том же сезоне 2014/2015 выходил на поле ещё один раз в поединке против ПСВ.
В сезоне 2015/2016 участия не принимал. 24 июня 2016 года подписал контракт с командой НЕК.

## Карьера в сборной
Был основным игроком юношеской сборной Нидерландов до 17 лет. Принимал участие в чемпионате Европы 2014 года среди юношей до 17 лет, где вместе со сборной дошёл до финала и проиграл в серии пенальти. Сам игрок провёл на турнире все игры.
Также принимал участие в играх сборной до 18 лет.